# Joaquim Rubió i Ors
Joaquim Rubió i Ors (Barcelona, 31 de juliol de 1818 - 7 d'abril de 1899), també conegut pel seu pseudònim lo Gayter del Llobregat (o, actualment, lo Gaiter del Llobregat), fou un escriptor català, president de l'Acadèmia de Bones Lletres de Barcelona i rector de la Universitat de Barcelona.

## Biografia
El seu pare, Josep Rubió, era impressor i llibreter. La seva mare es deia Agnès Ors. Estudià filosofia al seminari, i física i francès a l'escola de la Junta de Comerç, on fou deixeble d'Eudald Jaumeandreu i Triter. Conservador, va exposar la filosofia tomista a Catalunya escrivint contra John William Draper. Escriptor vinculat al Romanticisme, després de la publicació de l'Oda a la Pàtria de Bonaventura Carles Aribau el 1833, es pot dir que la Renaixença catalana no va començar veritablement fins que Joaquim Rubió va escriure el seu manifest el 1841 i es van celebrar els Jocs Florals el 1859. Aquest manifest consisteix en el pròleg a una recopilació de poemes seus publicats sota el pseudònim de Lo Gaiter del Llobregat en el Diario de Barcelona. En aquest pròleg valora el passat medieval de la nació i el contraposa al present; posa a la palestra la poesia trobadoresca; exposa els seus ideals a favor de la llengua catalana i fa una crida a la seva dignificació. La intenció de Rubió era "despertar els catalans de la seva vergonyosa i criminal indiferència". Malgrat citar explícitament només a Lord Byron, Goethe, Victor Hugo, Ugo Foscolo, Alessandro Manzoni i Alphonse de Lamartine, va escriure en la revista palmesana La Fe, el 1844, una denúncia de la narrativa i la lírica en castellà inspirada en la literatura estrangera, que oferien «una barreja d'escepticisme i religió, de vaguetat, d'agitació i tristesa, que és el caràcter del nostre segle». La seva obra és força àmplia. Va fer col·laboracions amb les empreses editorials de Roca i Cornet. Després de fer oposicions, el 1847 fou nomenat catedràtic a Valladolid.
El 1854 es va casar amb Elisea Lluch i Garriga, cosina germana seva, després de fer un viatge a Roma per aconseguir la dispensa necessària. Ella va morir el 5 d'abril de 1892. Foren pares d'Antoni Rubió i Lluch, i avis de Jordi Rubió i Balaguer. A petició pròpia, fou traslladat a la càtedra d'història universal vacant a la Universitat de Barcelona. El 1896 fou nomenat vicerector i, molt poc abans de morir, rector. Va morir de pulmonia el 7 d'abril de 1899.

## Publicacions
- Rubiò y Ors, Joaquim. Lo Gayté del Llobregat. Barcelona. En la estampa de Joseph Rubio. 1841.

- Rubió i Ors, Joaquim. Lo Gaiter del Llobregat. Barcelona. Edicions 62, cop. 2006 (1841). Disponible a: Catàleg de la Biblioteca de Catalunya[Enllaç no actiu]
- Rubió i Ors, Joaquim. El libro de las niñas. Barcelona : J. Rubió. -, 1869 (1845). Disponible a: Catàleg de la Biblioteca de Catalunya[Enllaç no actiu]
- Rubió i Ors, Joaquim. Epítome-programa de historia universal. Barcelona. Tip. Católic., <1878>. Disponible a: Catàleg de les biblioteques de la UB
- Rubió i Ors, Joaquim. Breve reseña del actual renacimiento de la lengua y literatura catalanas. A Memorias de la Real Academia de Buenas Letras de Barcelona [s.l.] : Reial Acadèmia de Bones Lletres, 1880: Vol.: 3, p. 141-238 (1877). Disponible a:Raco, (Revistes Catalanes amb Accés Obert)
- Rubió i Ors, Joaquim. Gutenberg . Barcelona : Ilustració catalana, [190-?](1880). Disponible a: Catàleg de la Biblioteca de Catalunya[Enllaç no actiu]
- Rubió i Ors, Joaquim. Lecciones elementales de Historia de España. Barcelona. Tip. de la Casa Provincial de Caridad. 1885.Disponible a: Catàleg de la Biblioteca de Catalunya[Enllaç no actiu]
- Rubió i Ors, Joaquim. Noticia de la vida y escritos de D. Manuel Milà y Fontanals. Barcelona. Impr. de Jaime Jepús Roviralta. 1887. Disponible a :Catàleg de les biblioteques de la UB
- Rubió i Ors, Joaquim. Lo Gayter del Llobregat : poesías. Barcelona. Estampa de J. Jepus y Roviralta. 1888-1889.Disponible a: Catàleg de les biblioteques de la UB
- Rubió i Ors, Joaquim. Luter. Barcelona. Est. de Jaume Jepús Roviralta, 1888. Disponible a :Catàteg de les biblioteques de la UB
- Rubió i Ors, Joaquim. Consideraciones histórico-críticas acerca del origen de la independencia del condado catalán : leídas en las sesiones de la Real Academia de Buenas letras del 25 de octubre y 8 de noviembre de 1886. Barcelona. Imprenta de Jaime Jepús. 1887. Disponible a:Catàleg de les biblioteques de la UB